# ویلیام توایتس
ویلیام توایتس (انگلیسی: William Thwaites; ۹ ژوئن ۱۸۶۸ – ۲۲ ژوئن ۱۹۴۷) فرد نظامی اهل بریتانیا بود. وی برندهٔ جوایزی همچون نشان حمام شده‌است.
او افسر ارتش بریتانیا بود که به عنوان فرمانده ارتش بریتانیا در راین خدمت می‌کرد.